# NGC 3920
NGC 3920 is een balkspiraalstelsel in het sterrenbeeld Leeuw. Het hemelobject werd op 28 maart 1832 ontdekt door de Britse astronoom John Herschel.

## Synoniemen
- UGC 6795
- MCG 4-28-56
- ZWG 127.61
- PGC 36926